# Tyrophagus longior
Tyrophagus longior är en spindeldjursart som först beskrevs av Paul Gervais 1844.  Tyrophagus longior ingår i släktet Tyrophagus och familjen Acaridae. Inga underarter finns listade i Catalogue of Life.